# Uno del millón de muertos
Uno del millón de muertos es una película española de género dramático estrenada el 16 de mayo de 1977, dirigida por Andrés Velasco Rubio y protagonizada en los papeles principales por Sara Lezana y Antonio Mayans.

## Sinopsis
Una novicia debe huir del convento al ser ocupado éste por unos anarquistas durante la Guerra Civil. Es acogida en un prostíbulo, donde conocerá a un hombre que le hará replantearse sus convicciones, creencias y modo de vida. 

## Reparto
- Sara Lezana
- Antonio Mayans
- Florinda Chico
- José Nieto
- Marisa Medina
- José María Caffarel
- Ricardo Palacios
- George Rigaud
- Manolo Cal
- Pilar Gómez Ferrer
- Rosa Valenty
- Ángel Álvarez
- Manuel Brieva